# Mesoscincus altamirani
Mesoscincus altamirani là một loài thằn lằn trong họ Scincidae. Loài này được Dugès mô tả khoa học đầu tiên năm 1891.

## Hình ảnh

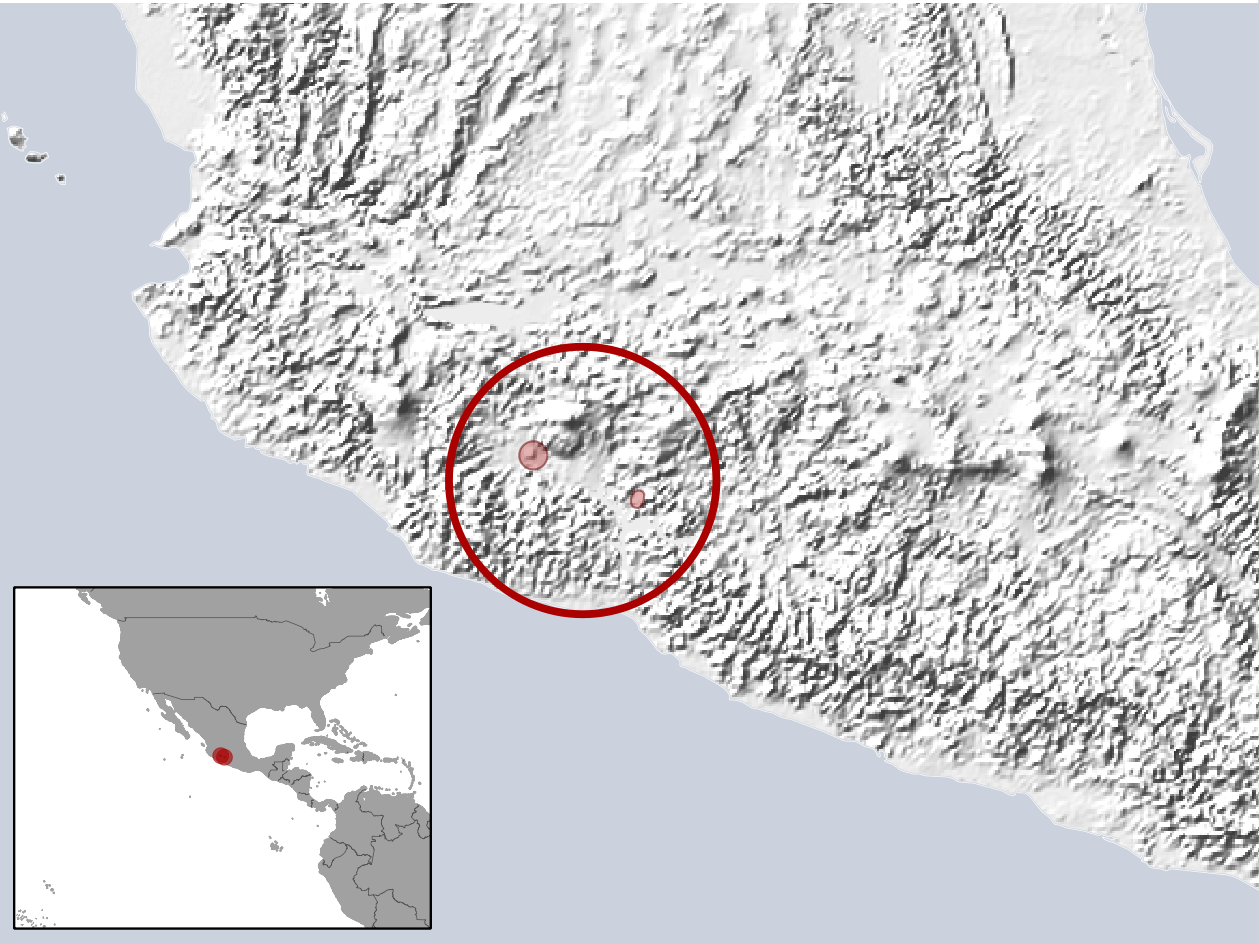